# Il peso falso
Il peso falso (Das falsche Gewicht. Die Geschichte eines Eichmeisters) è un romanzo breve scritto da Joseph Roth e pubblicato nel 1937 dalla casa editrice Querido Verlag di Amsterdam.

## Presentazione dell'opera
Dopo dodici anni di servizio nell'esercito come sottufficiale di carriera, l'ebreo Anselm Eibenschütz si congedò per assecondare la volontà della moglie e diventò il nuovo verificatore di pesi e di misure nel distretto di Zlotogrod, nella periferia orientale dell'impero asburgico. Egli svolgeva il suo lavoro con grande zelo scatenando così nei negozianti una forte avversione, soprattutto in Jadlovker padrone dell'Osteria della Frontiera a Szvaby e dell'attigua bottega in cui oltre a prodotti alimentari vendeva uomini e ragazze e fabbricava pesi falsi.
Ben presto Eibenschütz si accorse che la moglie lo tradiva con il suo scrivano e le sue visite all'osteria della Frontiera diventarono sempre più frequenti: non sopportava l'atmosfera gelida della sua casa e soprattutto voleva vedere Euphemia, la bella zingara amica di Jadlovker. Dopo l'arresto di quest'ultimo Eibenschütz diventò il nuovo amministratore della locanda e del negozio, perdendo di vista il suo dovere di verificatore e iniziando a bere smoderatamente dopo la fine della relazione con la zingara. 
Una sera, mentre Eibenschütz stava legando il cavallo, Jadlovker, evaso di prigione, lo colpì sulla fronte con un sasso. Solo due ore dopo, non vedendolo entrare, un brigadiere trovò il suo corpo; il povero verificatore non morì per la ferita, ma per il mancato soccorso all'ospedale dove venne considerato esanime.

## Stile
L'opera presenta uno stile fiabesco, l'inizio è quello tipico delle Märchen: "C'era una volta nel distretto di Zlotogrod un verificatore di pesi e misure che si chiamava Anselm Eibenschütz" e si conclude con un giudizio su Dio. Essa è l'ultima del ciclo di romanzi di Roth che tratta una tematica religiosa a cui appartengono Tarabas, Die Hundert Tage e Die Berichte eines Mörders. Il peso falso dimostra come la mancanza di valori e di qualcosa in cui credere abbia come conseguenza lo svuotamento e la regressione dell'uomo. Per questo motivo può essere considerato un anti-Bildungsroman: da persona proba Eibenschütz si trasforma in una persona dissoluta e viziosa che arriva a desiderare la morte come fuga dalla solitudine.

## Decadenza

### Anselm Eibenschütz
Roth illustra la vita di Anselm Eibenschütz, verificatore di pesi e misure nella periferia orientale dell'impero asburgico, mettendo in evidenza come la mancanza di valori laici e religiosi possa determinare la distruzione morale e fisica di un uomo, soprattutto di un Ebreo assimilato, ossia di un ebreo che ha perso la propria identità per assumere i vizi e le abitudini della borghesia occidentale. Se all‘inizio Eibenschütz viene descritto come una persona onesta, inflessibile, robusta, di bella presenza che si prende cura del proprio corpo lavandosi e radendosi ogni giorno, alla fine si lascia andare all'abuso di alcol, abbandonando una delle sue regole fondamentali di vita: il mantenere un aspetto esteriore ordinato. La trascuratezza non è nient'altro che la manifestazione di un disagio interiore che comincia con un senso di solitudine causato dal nuovo impiego, quindi dall'abbandono dell'esercito e dal trasferimento nel distretto di Zlotogrod, e dall'impossibilità di vivere il suo amore per Euphemia. La vita militare era per Eibenschütz la vera patria, un luogo dove tutto era regolato e la responsabilità di prendere decisioni dipendeva da qualcun altro: l'esercito era una sorta di protezione e fuga dalla fredda realtà. Egli è a tal punto ipnotizzato e ossessionato dalla zingara da diventare insicuro e per la prima volta la sua razionalità soccombe ai suoi sentimenti, nonostante allo stesso tempo sia rinvigorito e contento. Apice della solitudine e della desolazione del verificatore è la propria morte. Alla fine la sua anima non ha un riscatto, ma egli – come afferma il narratore – è solo amaramente consapevole della bassezza morale degli uomini e della sua incapacità di restarne indifferente e resistere.

### Paesaggi della Galizia
Roth osserva e descrive la vita e i paesaggi della Galizia – che all'inizio del XX secolo rappresentava il confine estremo dell‘impero asburgico, luogo abitato da persone di diverse nazionalità (tedeschi, cechi, polacchi ed ebrei) creando un'atmosfera culturale multilingue – attraverso frasi brevi e concise, dotate di grande realismo e chiarezza: il suo è un linguaggio visivo che dipinge cose semplici provenienti dal suo passato e dalla sua esperienza. Egli riporta i suoi ricordi della natura, del ciclo delle stagioni e delle tradizioni ad esso legate, la natura stessa assume un significato particolare: la sua percezione rispecchia la situazione interna del verificatore, ossia accompagna la trasformazione del suo carattere e della sua personalità. L'accrescere della sensibilità del protagonista nei confronti della natura è particolarmente forte ed evidente proprio con il suo approccio alle stelle, che per lui non solo sono corpi lontani e indifferenti alle sue vicende, anzi sono partecipi e hanno un importante ruolo: esse rappresentano l'unità tra uomo e ciò che lo circonda, il ricordo di un cosmo perduto, un'altra realtà che vuole dare ad Eibenschütz la speranza di una possibile salvezza dalla distruzione e disillusione provate. Anche il passare delle stagioni sembra accompagnare l'evolvere della sua storia d'amore: durante l'estate, nonostante l'arsura, il caldo e la mancanza, Eibenschütz è felice e il suo cuore allegro perché vive pienamente per poter assaporare questa passione, che lo rende più sensibile a tutto ciò che lo circonda: l'ambiente ma anche la cattiveria degli uomini e l'ingiustizia. Al contrario con l'arrivo dell'autunno e poi dell'inverno, il dolore del verificatore cresce vertiginosamente per la fine del suo rapporto con la bella zingara. Il grande freddo che aveva ricoperto l'intero distretto, rispecchia il gelo all'interno dell'animo di Eibenschütz, ormai infelice e solo, il cui unico compagno è l'alcol perché in grado di donargli calore.

### Giustizia
Roth illustra un distretto della periferia della monarchia dove l'illegalità è imperante, sostenuta e favorita dai commercianti, dai clienti, ma soprattutto da quelli che dovrebbero essere i garanti dell'applicazione della legge. L'iniziale probità e fedeltà allo Stato di Eibenschütz cozzano con il modo locale di gestire gli affari a tal punto da far sentire il verificatore sempre più solo.
All'interno del distretto la gestione della Giustizia era suddivisa tra i tribunali distrettuali e quelli regionali. I primi si occupavano di un grande numero di casi ridicoli, al contrario, i tribunali regionali non avevano molto da fare perché “Se veniva commesso un omicidio, addirittura, un assassinio a scopo di rapina, la polizia non scopriva il colpevole. Del resto, gli assassini non erano molti da quelle parti. C'erano soltanto imbroglioni. E poiché quasi tutti erano imbroglioni, nessuno denunciava l'altro."